# 工藤浩 (アナウンサー)
工藤浩（くどう ひろし）は、元札幌テレビアナウンサー、プロデューサー。

## 担当番組

### アナウンサー時代
- アタックヤング（火曜 1977.4-1980.3）
- エキサイティングポップス
- 歌謡ワイドこれが一番
- ハイ!ダイヤルリクエストです
- ロックトゥモロー
- ポップス・ライト・オン

### プロデューサー
- 朝6生ワイド
- ズームイン!!朝!
- 号外!!爆笑大問題（チーフプロデューサー、東京時代）